# Harbour Bluff
Das Harbour Bluff ist ein 1500 m hohes Felsenkliff im ostantarktischen Mac-Robertson-Land. Auf dem Mawson Escarpment ragt es zwischen dem Helmore- und dem Manning-Gletscher auf.
Luftaufnahmen, die in den Jahren 1956 und 1970 im Rahmen der Australian National Antarctic Research Expeditions entstanden, dienten seiner Kartierung. 1972 wurde hier eine geodätische Vermessungsstation errichtet. Das Antarctic Names Committee of Australia benannte das Kliff 1973 nach Stephen Richard Harbour (* 1946), 1970 und 1971 Dieselaggregatmechaniker sowie 1973 Anlageninspekteur auf der Mawson-Station, der in diesen Jahren an Vermessungsarbeiten in den benachbarten Prince Charles Mountains beteiligt war.